# Фредді Літтл
Фредді Літтл (англ. Freddie Little; нар. 25 квітня 1936) — американський професійний боксер, чемпіон світу серед професіоналів у першій середній вазі за версіями WBA і WBC.

## Боксерська кар'єра
У професійному боксі дебютував 5 квітня 1957 року з перемоги над співвітчизником Келвіном Кемпбелом.
3 жовтня 1967 року претендував на здобуття титулу чемпіона світу в першій середній вазі за версіями WBA і WBC, але поступився чинному чемпіонові Кім Гі Су з Південної Кореї.
25 жовтня 1968 року здійснив другу спробу вибороти чемпіонський титул у поєдинку проти чинного чемпіона світу у першій середній вазі італійця Сандро Маззінгі, але поєдинок був визнаний таким, що не відбувся.
17 березня 1969 року з третьої спроби таки виборов звання чемпіона світу у першій середній вазі, перемігши в поєдинку за вакантний титул співвітчизника Стенлі Гейварда.
Після двох вдалих захистів, 9 липня 1970 року втратив чемпіонський титул, поступившись італійцю Кармело Боссі. Після цього здобув ще 5 перемог, але титульних поєдинків більше не проводив і, зрештою, у липні 1972 року завершив боксерську кар'єру.